# Chaetodon daedalma
Chaetodon daedalma là một loài cá biển thuộc chi Cá bướm (phân chi Lepidochaetodon) trong họ Cá bướm. Loài này được mô tả lần đầu tiên vào năm 1902.

## Từ nguyên
Từ định danh daedalma mang nghĩa là "một tác phẩm thêu nghệ thuật", hàm ý đề cập đến lớp vảy được viền dày màu nâu đen tạo thành kiểu hình mắt xích độc đáo cho loài cá này.

## Phạm vi phân bố và môi trường sống
C. daedalma là loài đặc hữu của Nhật Bản, được ghi nhận từ vịnh Sagami trải dài theo vùng biển phía nam đến quần đảo Ryukyu, quần đảo Ogasawara và quần đảo Izu. Mẫu định danh của loài này được thu thập ở ngoài khơi Naha (đảo Okinawa).
C. daedalma được tìm thấy trên các rạn viền bờ ở vùng nước trong, độ sâu khoảng 20 m.

## Mô tả
C. daedalma có chiều dài cơ thể lớn nhất được ghi nhận là 17,4 cm. Loài này có màu đen với kiểu hình mắt xích đặc trưng được tạo bởi lớp vảy trên khắp cơ thể. Có viền màu vàng dọc theo rìa vây lưng, vây hậu môn và vây đuôi; riêng vây lưng và vây hậu môn có nhiều chấm trắng. Giữa thân của C. daedalma có thể có một vệt sọc trắng nhạt.

## Sinh thái học

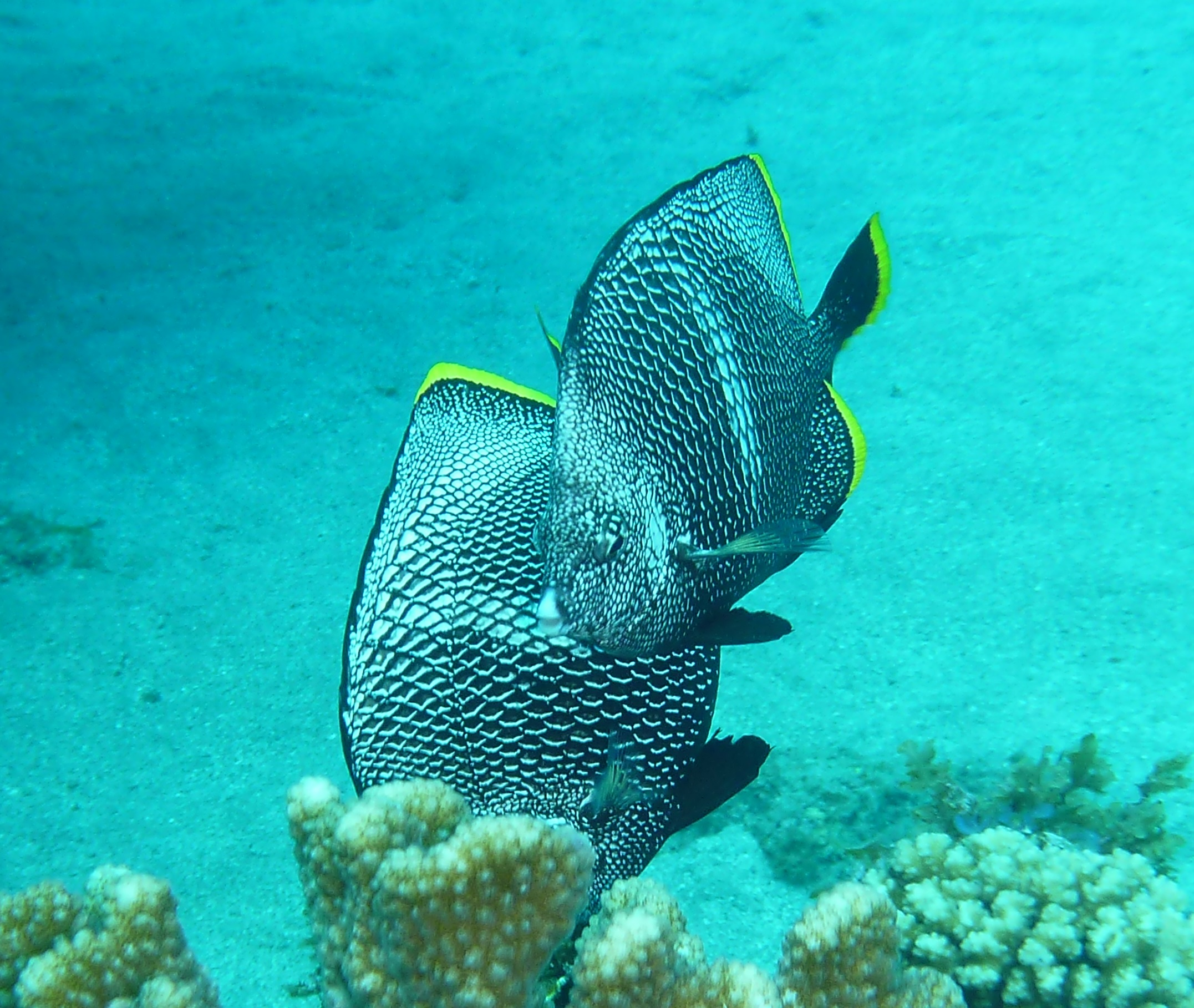
Một cặp C. daedalma đang kiếm ăn

C. daedalma có thể hợp thành một nhóm hơn 10 cá thể và cùng kiếm ăn trên các rạn san hô. Thức ăn của chúng là tảo và một số loài thủy sinh không xương sống nhỏ. Loài này cũng ăn cả san hô nhưng không hoàn toàn phụ thuộc vào nguồn thức ăn này.

## Lai tạp
Những cá thể mang đặc điểm hình thái trung gian giữa C. daedalma với hai loài Chaetodon nippon và Chaetodon guentheri đã được bắt gặp trong tự nhiên.